# غاري إيلا
غاري إيلا (بالإنجليزية: Gary Ella)‏ هو لاعب اتحاد الرغبي أسترالي، ولد في 23 يوليو 1960 في La Perouse, New South Wales ‏ في أستراليا.

## وصلات خارجية
- غاري إيلا عل موقع إسبنسكروم (الإنجليزية)